# Бжезница (гмина, Жаганьский повет)
Бжезница (пол. Brzeźnica) — сельская гмина (волость) в Польше, входит как административная единица в Жаганьский повет, Любушское воеводство. Население 3777 человек (на 2004 год).

## Сельские округа
1. Бжезница
2. Хоткув
3. Яблонув
4. Карчувка
5. Марцинув
6. Пшиляски
7. Станув
8. Вихув
9. Вжесины
10. Пшибоже
11. Студнице
12. Троянувка
13. Войславице

## Соседние гмины
1. Гмина Кожухув
2. Гмина Новогруд-Бобжаньски
3. Гмина Жагань